# La Maison-Dieu
La Maison-Dieu ist eine französische Gemeinde mit 113 Einwohnern (Stand 1. Januar 2022) im Département Nièvre in der Region Bourgogne-Franche-Comté (vor 2016 Bourgogne). Sie gehört zum Arrondissement Clamecy und zum Kanton Clamecy (bis 2015 Tannay). 

## Geographie
La Maison-Dieu liegt etwa 43 Kilometer südsüdöstlich von Auxerre. Nachbargemeinden von La Maison-Dieu sind Brèves im Norden und Westen, Chamoux im Norden, Vézelay im Nordosten, Fontenay-près-Vézelay im Osten, Nuars im Süden und Südosten, Teigny im Süden sowie Metz-le-Comte im Süden und Südwesten.
Die Gemeinde liegt an der Via Lemovicensis, einem der vier historischen „Wege der Jakobspilger in Frankreich“.

## Bevölkerungsentwicklung
| Jahr                       | 1962 | 1968 | 1975 | 1982 | 1990 | 1999 | 2006 | 2011 | 2016 |
| Einwohner                  | 175  | 172  | 165  | 152  | 133  | 122  | 121  | 139  | 123  |
| Quellen: Cassini und INSEE |      |      |      |      |      |      |      |      |      |

## Sehenswürdigkeiten

Kirche Saint-Jean-Baptiste

- Kirche Saint-Jean-Baptiste
- Pfarrhaus